# Johann Friedrich Schannat
Johann Friedrich Schannat  (* 23. Juli 1683 in Luxemburg; † 6. März 1739 in Heidelberg) war studierter Jurist, der als Historiograph in Fulda, Mainz und Prag wirkte. Er war Subdiakon der katholischen Kirche, erhielt jedoch nie die vollständige Priesterweihe.

## Leben und Werk
Johann Friedrich Schannat wurde am 23. Juli 1683 in Luxemburg als Sohn eines fränkischen Arztes geboren. Er studierte an der Universität zu Löwen Rechtswissenschaften, erwarb das Lizenziat und wurde 1705 mit 22 Jahren Advokat beim Parlament in Mecheln. 1707 verfasste er seine erste historische Schrift „Die Geschichte der Grafen von Mansfeld“. Nach einem weiteren Studium der Theologie wurde er 1708 zum Subdiakon geweiht und hatte bis 1714 ein Kanonikat in Lüttich inne.

### Geschichtsschreiber in Fulda, Mainz und Prag
Nach  Studienreisen nach Paris und zu verschiedenen Universitätsbibliotheken folgte er 1722 einer Berufung zum Geschichtsschreibers des Hochstifts Fulda durch den dortigen Fürstabt Konstantin von Buttlar (1679–1726). Er arbeitete hier in mehreren Schriften die Geschichte des Hochstifts und seiner Besitzungen auf und erwarb sich einen Ruf als guter Historiker. Zu einem Gelehrtenstreit kam es, als Schannats Entdeckungen Besitzrechte der Fürstbischöfe von Würzburg und der Landgrafen von Hessen im Gebiet der Abtei Fulda antasteten und diese Gegengutachten durch die Historiker Johann Georg Estor (1699–1773) und Johann Georg von Eckhart (1664–1730) abfassen ließen.
Als Schriften aus dieser Zeit wurden veröffentlicht:
- Vindemiae literariae 2 Bde., Leipzig 1723–1724;
- Corpus traditionum Fuldensium, Leipzig 1724;
- Fuldischer Lehnhof, Frankfurt (Main) 1726;
- Dioecesis Fuldensis, Frankfurt (Main) 1727;
- Sammlung alter historischer Schriften, Frankfurt (Main) 1727;
- Historia Fuldensis, Frankfurt (Main) 1729.

1729 berief der Erzbischof von Mainz Franz Ludwig von der Pfalz (1664–1732) Schannat in seinen Dienst und beauftragte ihn, eine Geschichte des Bistums Worms zu erstellen, dessen Amtsträger er war. Hier entstand die Historia episcopatus Wormatiensis, die 1734 in Frankfurt (Main) gedruckt wurde.
Der Erzbischof von Prag, Johann Moritz Gustav von Manderscheid-Blankenheim (1676–1763), holte Schannat 1734 an seinen Hof. Dort sollte der anerkannte Gelehrte eine Geschichte der Grafen von Manderscheid verfassen. Von seinem Dienstherrn wurde Schannat 1735 ein dreijähriger Italienaufenthalt finanziert. Aus der Bibliotheca Vaticana in Rom und der Biblioteca Ambrosiana in Mailand brachte Schannat 1738 umfangreiches Archivmaterial mit, auf deren Grundlage drei bedeutsame Arbeiten entstanden, die aber wegen des plötzlichen Todes Schannats am 6. März 1739 in Heidelberg unvollendet blieben.

### Postume Veröffentlichungen
Dabei handelt es sich um die Schrift Histoire abregee de la maison Palatine, die 1740 postum gedruckt wurde.
Auf der Grundlage von Schannats Material entstand eine Dokumentation mit dem Titel Concilia Germaniae, die die  Geschichte aller Synoden und Konzilien darstellt, die auf deutschem Boden stattgefunden haben. Sie wurde von dem  Kölner Jesuiten und Historiker Hermann Joseph Hartzheim vervollständigt und zwischen 1759 und 1790 herausgegeben. Der vollständige lateinische Titel des elfbändige Werkes lautet Concilia Germaniae Quae Celsissimi Principis Joannis Mauritii, Archi-Episcopi Pragensis Sumptu Cl. Joannes Fridericus Schannat Magna Ex Parte Primum Collegit, Dein P. Josephus Hartzheim S. J. Ejusdem Celsissimi Impensis Plurimum Auxit, Continuavit, Notis, Digressionibus Criticis, Charta, Et Dissertatione Chorographicis Illustravit Coloniae Augustae Agrippinensium.
Auf die Initiative des fürstbischöflichen Grafen von Manderscheid-Blankenheim geht auch die Entstehung der Eiflia illustrata zurück, die Schannat während seines Prager Aufenthaltes anlegte. Dieses erste und umfangreiche Werk zur Geschichte der Eifel sollte nach dem frühen Tod des Urhebers ebenfalls von Joseph Hartzheim bearbeitet werden. Jedoch verstarb dieser, bevor das umfangreiche Fragment von Urkunden und Nachrichten fertiggestellt war. Viele Jahre war das Manuskript daraufhin verschollen. Der Prümer Landrat und Heimatforscher Georg Bärsch fand ein Manuskript von Schannats Arbeit in der herzoglichen Bibliothek in Darmstadt. Er ließ das in Latein verfasste Manuskript abschreiben und übersetzen, ergänzte die Angaben Schannats mit eigenen Nachforschungen und gab das Werk unter dem Titel Eiflia illustrata oder geographische und historische Beschreibung der Eifel von Johann Friedrich Schannat in drei Bänden mit acht Teilbänden zwischen 1824 und 1855 heraus. In dieser Ausgabe bilden Bärschs Beiträge, Anmerkungen und Ergänzungen vom Umfang her den größeren Teil des Werkes.

## Werke
- Dioecesis Fuldensis cum annexa sua Hierarchia. Frankfurt am Main 1727.
- Eiflia Illustrata. (Digitalisat).
- Historia episcopatus Wormatiensis. Band 1 (Digitalisat), Band 2 (Digitalisat).
- Historia Fuldensis. Frankfurt am Main 1729.
- Histoire abrégée de la Maison Palatine. (Digitalisat).